# Alisa Ozhogina
Alisa Ozhogina Ozhogin, född 31 oktober 2000 i Moskva i Ryssland, är en spansk konstsimmare.

## Karriär
I maj 2021 vid EM i Budapest var Ozhogina en del av Spaniens lag som tog silver i det fria lagprogrammet och brons i det tekniska lagprogrammet. Vid olympiska sommarspelen 2020 i Tokyo, som arrangerades 2021, slutade hon på 10:e plats tillsammans med Iris Tió i partävlingen samt var en del av Spaniens lag som slutade på sjunde plats i lagtävlingen. I juni 2022 vid VM i Budapest var Ozhogina en del av Spaniens lag som tog brons i highlight.
I juni 2023 vid europeiska spelen i Kraków-Małopolska var Ozhogina en del av Spaniens lag som tog guld i både det tekniska och fria lagprogrammet. Följande månad var hon en del av Spaniens lag som tog guld i det tekniska lagprogrammet vid VM i Fukuoka samt tog brons tillsammans med Iris Tió i det tekniska parprogrammet.
I februari 2024 vid VM i Doha var Ozhogina en del av Spaniens lag som tog silver i det tekniska lagprogrammet samt tog brons i tekniska parprogrammet tillsammans med Iris Tió. I juni 2024 vid EM i Belgrad var hon en del av Spaniens lag som tog guld i det tekniska lagprogrammet. Vid olympiska sommarspelen 2024 i Paris var Ozhogina en del av Spaniens lag som tog brons i lagtävlingen samt slutade på sjunde plats tillsammans med Iris Tió i partävlingen.
Vid konstsim-EM 2025 i Funchal var Ozhogina en del av Spaniens lag som tog guld i både det fria och tekniska lagprogrammet. Vid VM 2025 i Singapore var hon en del av Spaniens lag som tog brons i både det fria och tekniska lagprogrammet.